# ZNF488
ZNF488 (англ. Zinc finger protein 488) – білок, який кодується однойменним геном, розташованим у людей на 10-й хромосомі. Довжина поліпептидного ланцюга білка становить 340 амінокислот, а молекулярна маса — 36 962.
| 10         |  | 20         |  | 30         |  | 40         |  | 50         |
| ---------- |  | ---------- |  | ---------- |  | ---------- |  | ---------- |
| MPEWPPCLSV |  | APALVITMAA |  | GKGAPLSPSA |  | ENRWRLSEPE |  | LGRGCKPVLL |
| EKTNRLGPEA |  | AVGRAGRDVG |  | SAELALLVAP |  | GKPRPGKPLP |  | PKTRGEQRQS |
| AFTELPRMKD |  | RQVDAQAQER |  | EHDDPTGQPG |  | APQLTQNIPR |  | GPAGSKVFSV |
| WPSGARSEQR |  | SAFSKPTKRP |  | AERPELTSVF |  | PAGESADALG |  | ELSGLLNTTD |
| LACWGRLSTP |  | KLLVGDLWNL |  | QALPQNAPLC |  | STFLGAPTLW |  | LEHTQAQVPP |
| PSSSSTTSWA |  | LLPPTLTSLG |  | LSTQNWCAKC |  | NLSFRLTSDL |  | VFHMRSHHKK |
| EHAGPDPHSQ |  | KRREEALACP |  | VCQEHFRERH |  | HLSRHMTSHS |  |            |

A: Аланін

C: Цистеїн

D: Аспарагінова кислота

E: Глутамінова кислота

F: Фенілаланін

G: Гліцин

H: Гістидин

I: Ізолейцин

K: Лізин

L: Лейцин

M: Метіонін

N: Аспарагін

P: Пролін

Q: Глутамін

R: Аргінін

S: Серин

T: Треонін

V: Валін

Задіяний у таких біологічних процесах, як транскрипція, регуляція транскрипції, альтернативний сплайсинг. 
Білок має сайт для зв'язування з іонами металів, іоном цинку, ДНК. 
Локалізований у ядрі.